# Hippolyte Bouchard
Pour les articles homonymes, voir Bouchard.
 (février 2019).
Si vous disposez d'ouvrages ou d'articles de référence ou si vous connaissez des sites web de qualité traitant du thème abordé ici, merci de compléter l'article en donnant les références utiles à sa vérifiabilité et en les liant à la section « Notes et références ».
Hippolyte Bouchard, né André-Paul Bouchard, le 15 janvier 1780 à Bormes (alors dans le Comté de Provence) et assassiné le 4 janvier 1837 près de Nazca au Pérou, est un pirate et corsaire franco-argentin, héros de la guerre d’indépendance de l’Argentine.
Il a fait le tour du monde avec la frégate La Argentina coursant les intérêts coloniaux espagnols et a également signé le premier accord international argentin (avec le Roi de Hawaï, Kamehameha I), libéré des esclaves à Madagascar, contribué à initier la guerre d'indépendance en Amérique centrale où fut ainsi adopté le drapeau sur le modèle argentin (encore en usage dans certaines républiques actuelles de la région), attaqué les intérêts coloniaux en Californie et libéré par une attaque terrestre l'amiral William Brown, fondateur de la marine argentine.

## Biographie
Pendant sa jeunesse, il vit à Saint-Tropez où son père tient une auberge. Son père, également fabricant de bouchons, meurt alors que le jeune Hyppolyte est seulement âgé de 13 ans. Il apprend les métiers de la mer, faisant de la petite pêche côtière et la pêche aux thons, à la madrague de La Nartelle, dans le golfe de Grimaud. Puis les aléas de la vie le forcent à prendre du service dans la marine. 
En 1798 il entre au service de la marine française et participe à la campagne d'Égypte et à l'expédition de Saint-Domingue sous les ordres de Charles Victoire Emmanuel Leclerc. Échappé comme par miracle à ce désastre, et déçu des tournures de la Révolution française, il passe aux États-Unis où il se livre d'abord à des opérations commerciales. Puis il visite divers États de l'Amérique. Libéral et antimonarchique, il s'oriente rapidement vers la cause de l'indépendance argentine. Il se trouve à Buenos Aires le 25 mai 1810 et est de ceux qui contribuent le plus à la Révolution de Mai. Les preuves de capacités qu'il avait données lui font déférer le commandement de l'escadrille de cette république. Il est le deuxième commandant de la toute neuve première flotte nationale argentine, dirigée par Juan Bautista Azopardo.
Durant la guerre d'indépendance argentine, ses faits de guerre les plus notables furent sa participation à la bataille de San Lorenzo (au cours de laquelle il s'empara de l'étendard ennemi), la campagne vers les Philippines (durant laquelle il attaqua des vaisseaux négriers à Madagascar), la signature d'accords avec le roi Kamehameha I de Hawaï, les raids contre la Californie et en Amérique centrale (où les couleurs du drapeau argentin, adoptées par les Provinces-Unies d'Amérique centrale, se retrouvent encore dans les drapeaux des États actuels d'Amérique centrale), son retour en Amérique, puis sa participation à la guerre de libération du Pérou.
Tour à tour marin et cavalier, il déploie dans ses campagnes de terre et de mer une grande habileté. En 1829, époque de son dernier commandement, l'amiral Bouchard s'empare de la place et de la citadelle de Guayaquil. Il meurt au Pérou, près de Nazca, le 4 janvier 1837, assassiné par l'un de ses esclaves.

## Débuts militaires
D'après le matricule des marins de Saint-Tropez, (4P59 N°148/587 et 4P60 N° 80/318), André-Paul Bouchard est inscrit le 5 fructidor an VII de la République, 5e complémentaire, levé pour l'école des apprentis canonniers. Il commence sa carrière de canonnier sur le vaisseau Généreux qui est capturé par les Anglais en tentant de forcer le blocus de Malte. D'après son rôle d'équipage (2E663), son nouveau bateau, la Badine, quitte Toulon le 19 nivôse an X. Il est au Cap (Saint Domingue) du 28 pluviôse au 14 ventôse. Puis à Cherbourg, du 23 au 29 germinal ; ensuite à Brest, le 14 floréal. Il n'existe pas de rôles postérieurs à celui de la Badine, cela semble marquer la fin de sa carrière dans la marine française. Son véritable prénom d'acte de baptême, André-Paul, a dû être changé à cette époque. Hippolyte-Vincent était le prénom de son jeune frère, né à Saint-Tropez le 10 germinal, an IV, de la République française.
Le 2 mars 1811 il combat pour la première fois sous le drapeau argentin en battant le capitaine espagnol Jacinto de Romarate à San Nicolás de los Arroyos, et en juillet et en août de cette même année, il joue un rôle majeur dans la défense de la ville de Buenos Aires qui subit un blocus espagnol. En mars 1812, Bouchard rejoint le régiment de grenadiers à cheval dirigé par José de San Martín et prend part à la bataille de San Lorenzo, en 1813, où il s'empare d'un drapeau espagnol. Le nouveau gouvernement lui accorde la citoyenneté argentine. Quelques mois plus tard, il épouse Norberta Merlo avec qui il aura deux filles.

## Campagne avec Guillermo Brown
Fin 1815, l'amiral Guillermo Brown commande une expédition contre la forteresse de Callao (Pérou) et la ville de Guayaquil (Équateur). Bouchard qui a obtenu, le 12 septembre, une lettre de course commande l' Halcón, corvette française, achetée par l'État argentin. À l'exception de l'Anglais Robert Jones, qui commande en second, et du Chilien Ramón Freire, futur président du Chili, tous les officiers sont français. 
Avant de lever l'ancre un conflit éclate entre Bouchard et ses supérieurs lorsque l'agent d'expédition, Severino Prudant, promeut plusieurs marins.
La flotte se compose de la frégate Hercules commandée par Guillermo Brown, la Santísima Trinidad commandée par son frère, Miguel Brown, la goélette Constitution commandée par Oliverio Russell, et l' Halcón. L' Hercules et la Santísima Trinidad quittent Montevideo le 24 octobre, suivis des deux autres navires cinq jours plus tard. Les navires ont rendez-vous à l'île Mocha. Les frères Brown y parviennent le 28 décembre et sont rejoints le lendemain par l' Halcón. 
Le 31, la Constitution n'est toujours pas arrivée. Son propre navire ayant eu à subir quatorze jours de mauvais temps durant le passage du Cap Horn, Bouchard pense qu'elle a coulé. Les trois commandants se mettent d'accord sur le partage des prises. En tant que commandant en chef, Brown recevra deux parts, une part et demi reviendra à la Santísima Trinidad et à l'Halcón. Alors que ces deux navires mettent le cap sur la côte péruvienne, l' Hercules se dirige sur l'Archipel Juan Fernández où un certain nombre de patriotes sont détenus.
Le 9 juillet 1817, premier anniversaire de l'Indépendance d'Argentine. Bouchard quitte Buenos Aires comme Commandant de La Argentina, frégate sur laquelle il fera une campagne corsaire autour du monde.
Commandant de la marine du Pérou pendant la Guerre de Colombie, il prend sa retraite à Nazca, au Pérou, où il fait construire un grand moulin à sucre. Il mourut assassiné par un de ses esclaves le 4 janvier 1837.

## Quelques faits connus
- Fort de son expérience maritime, il a pour projet de libérer Napoléon, exilé après son abdication, à Sainte-Hélène.
- En 1817, il attaque des bateaux négriers au large de Madagascar.
- Il recrute Sir Peter Corney, qui vient d'échapper à une mutinerie, et le place à la tête du Santa Rosa.
- Il navigue vers les îles Sandwich (aujourd'hui l'archipel d'Hawaï). Le 17 août 1818, il arrive à Kealakekua Bay et établit le blocus de la flotte espagnole. Le futur roi Kamehameha III devient son ami et l'aide à recruter de nouveaux membres d'équipage, pour remplacer les victimes du scorbut.
- Le 20 novembre 1818, Hippolyte de Bouchard attaque le Presidio de Monterrey, le fort qui défend le port de Monterey (Californie).
- De nombreux lieux publics  (places, rues, avenues, écoles) portent le nom de Hippolyte Bouchard en Argentine, ainsi qu'une ville.
- Quatre bateaux de la marine sud-américaine ont porté le nom de cet illustre Borméen, le dernier étant le patrouilleur L'Adroit racheté par l'Argentine en 2018.
- Il est le seul marin de l'Indépendance d'Argentine inhumé au Panthéon Naval de Buenos Aires.

## Siège de Californie
Bouchard décide de naviguer vers la côte californienne, où il espère profiter du commerce espagnol. Cependant, les autorités espagnoles étaient au courant des intentions du corsaire puisque le 6 octobre le navire Clarion les avait informées que deux navires corsaires se préparaient à attaquer les côtes californiennes. Le gouverneur du territoire Pablo Vicente Solá, qui résidait à Monterrey, ordonna de retirer de la ville tous les objets de valeur et fait transporter sur une distance considérable les deux tiers de l'approvisionnement en poudre à canon.
Le 20 novembre 1818, la vigie de Punta de Pinos, située à une extrémité de la baie de Monterrey, aperçut les deux navires argentins. Après avoir averti le gouverneur, les canons sur les côtes ont été préparés, la garnison a été armée et les femmes, les enfants, les personnes âgées et les personnes incapables de se battre ont été envoyés à la mission de Soledad.
Bouchard a rencontré ses officiers pour concevoir le plan d'attaque. L'officier Corney était déjà allé deux fois à Monterey, il connaissait donc la profondeur de la baie. Il a été décidé d'utiliser la corvette Santa Rosa pour l'attaque, car le grand tirant d'eau de la frégate La Argentina pouvait faire échouer ce navire et les troupes de débarquement y étaient concentrées. La frégate dut mettre à l'eau plusieurs bateaux pour être remorquée hors de portée de l'artillerie espagnole. Une fois remorqué, Bouchard envoie le capitaine Sheppard sur le Santa Rosa avec 200 hommes armés de fusils et de lances.
La corvette Santa Rosa, sous le commandement de l'officier Sheppard, mouille à minuit dans les environs du fort. En raison de la fatigue subie par les hommes, après avoir remorqué la frégate et ramé vers le sloop, Sheppard a décidé de ne pas attaquer de nuit. Aux premières lueurs du jour, il découvre qu'il a mouillé trop près de la côte, et qu'à faible distance se trouve l'artillerie espagnole prête à les attaquer. Le capitaine décida d'ouvrir le feu, mais après un quart d'heure de combat la corvette dut se rendre. De la frégate, Bouchard vit la défaite de ses hommes, mais il observa aussi que les Espagnols n'essayaient pas de s'emparer du Santa Rosa puisqu'ils manquaient de bateaux. Le corsaire ordonna de lever l'ancre et de se diriger vers le port. Cependant, en raison du tirant d'eau de la frégate, elle n'a pas pu s'approcher suffisamment pour ouvrir le feu. À neuf heures du soir, les tâches de transfert des survivants de la corvette vers la frégate ont commencé.
A l'aube du 24 novembre, Bouchard ordonne à ses hommes de commander les bateaux. Dans les bateaux, commandés par Bouchard, il y avait 200 hommes, 130 armés de fusils et 70 de lances. Ils débarquèrent à une lieue du fort, dans une anse cachée par les hauteurs. La résistance du fort fut très faible, et après une heure de combat le drapeau argentin fut hissé. Les Argentins prirent la ville pendant six jours, au cours desquels ils s'approprièrent le bétail, brûlèrent le fort, la caserne d'artillerie, la résidence des gouverneurs et les maisons des Espagnols avec leurs vergers et jardins.
Côte de Santa Barbara, Californie.
Le 29 novembre, ils ont quitté la baie de Monterey, en direction d'un ranch appelé El Refugio. Ce ranch appartenait à une famille dont les membres, Bouchard en avait été informé, avaient fortement collaboré à la cause espagnole. Le 5 décembre, il débarque près du ranch et, ne rencontrant aucune résistance, s'empare des provisions et abat le bétail. Des miliciens attendaient à proximité dans l'espoir qu'un des hommes de Bouchard se sépare pour le faire prisonnier. Ils capturèrent ainsi un officier et deux matelots, qui s'étaient avancés pour prendre une charrette. Bouchard les a attendus tout au long du 6, croyant qu'ils s'étaient égarés, jusqu'à ce qu'il décide de partir pour Santa Bárbara, où ils étaient peut-être détenus, mais pas avant d'avoir mis le feu au ranch. Arrivé à Santa Bárbara, le corsaire envoya un émissaire pour proposer au gouverneur un échange de prisonniers. Après la négociation, les trois hommes capturés sont retournés à la Santa Rosa. Bouchard dut délivrer un prisonnier, « l'ivrogne Molina », dont la province se serait débarrassée à tout prix... Le pauvre Molina dut subir les foudres du gouverneur, et fut condamné à 6 ans de prison après avoir reçu 100 coups de fouet.